# Christopher Amott
Pour les articles homonymes, voir Amott.
Christopher Amott, né le 23 novembre 1977, est un guitariste de metal. C'est le frère de Michael Amott, du groupe Arch Enemy.

## Biographie
Il fut guitariste lead et rythmique au sein du combo jusqu'à la sortie de l'album Doomsday Machine en 2005, date à laquelle il décide de quitter le monde de la musique pour se consacrer à ses études. Le groupe l'a remplacé par Fredrik Akesson.
Le 22 mars 2007, sur le blog Myspace de la chanteuse Angela Gossow, fut le jour de l'annonce du retour de Christopher Amott au sein de la formation Arch Enemy.
Le 5 mars 2012, le groupe annonce se séparer du guitariste, et ce en de bons termes, Christopher avouant qu'il n'est plus autant intéressé par le metal extrême qu'avant. Il est remplacé par Nick Cordle, guitariste américain du groupe de death metal Arsis, pour compléter la tournée 2012 du dernier album en date d'Arch Enemy, Khaos Legions.

En 2022, il rejoint Dark Tranquillity mais quitte le groupe début 2024 avant le début de l'enregistrement de leur prochain album Endtime Signals.

## Matériel
- Guitares : Caparison (Japon) "Christopher Amott/Arch Enemy signature model"
- Micros : Seymour Duncan Hotrails
- Amplification : PEAVEY JSX
- Caissons : PEAVEY Triple XXX cabinets
- Cordes : D'Addario (11,15,18,32,44,59)
- Effecs/Pédales:
  - DIGITECH – Digidelay (Digital Delay)
  - DIGITECH - Multi Chorus (Chorus)
  - ROCKTRON “Hush – The Pedal" (Noise gate)
  - BOSS "TU-2" Chromatic Tuner